# The Creatures
The Creatures fue una banda musical formada en 1981 por Siouxsie Sioux y Budgie, cantante y batería respectivamente, de Siouxsie And The Banshees, como proyecto paralelo a dicha banda, que con su disolución en 1996, convirtió a The Creatures en un proyecto a tiempo completo. Se separaron en 2005.
The Times describió su música como "atrevido art rock constituido por la extraordinaria voz de Siouxsie y la batería de percusión de Budgie". 
Su música ha influido a músicos como Jeff Buckley o PJ Harvey.
El dúo lanzó cuatro discos: Feast en 1983, Boomerang en 1989, Anima Animus en 1999 y Hái! en 2003.

## Biografía

### Wild Things(1981)
La cantante Siouxsie Sioux y el batería Budgie formaron The Creatures en la época en que Banshees daba forma a su disco Juju en 1981. Durante una de las sesiones de grabación, se percataron de que la asociación voz/batería funcionaba bien pàra la canción « But Not Them ». Organizaron una sesión de grabación con el objetivo de grabar cinco canciones y que apareció en formato EP bajo el título de Wild Things. La canción que da título al disco es una versión de una canción de The Troggs, mientras que el resto de temas son creaciones propias. El EP llegó al puesto número 21 en la Lista británica de sencillos.

### Feast(1983)
En 1983, The Creatures lanzaron su primer LP titulado Feast. Decidieron dónde grabar el disco poniendo un alfiler al azar en un mapa, siendo el resultado Hawái. En el momento de su lanzamiento fueron portada de Melody Maker y NME. Melody Maker describió Feast como "un disco brillante, fértil, sensual y erótico", mientras que NME también hablaba de su calidad. Llegó al puesto número 17 de la lista inglesa de álbumes. el sencillo  « Miss the Girl » se inspiró en la novela Crash de J. G. Ballard. El siguiente sencillo « Right Now » (que no estaba en el álbum) tuvo más éxito en las listas.

### Boomerang(1989)
El siguiente disco de The Creatures tardó seis años en aparecer. Siouxsie y Budgie grabaron Boomerang en Jerez de la Frontera, Andalucía, España. En algunos temas utilizaron arreglos de viento-metal y Anton Corbijn se encargó de la portada. El disco recibió buenas críticas. A finales de 1989, The Creatures se embarcó en una gira por Europa y Estados Unidos.

### Colaboración con John Cale y Eraser-Cut'EP (1997-1998)
Un año después de que Siouxsie and the Banshees se separase en 1996, The Creatures comenzaron a componer nuevo material. En esta época se reeditaron el EP Wild Things y Feast como parte de A Bestiary Of.
En febrero de 1998, John Cale contactó con ellos para realizar una colaboración. Era el organizador del festival musical "With A Little Help From My Friends" que tuvo lugar en Paradiso, Ámsterdam. El concierto, que contó con una canción de Siouxsie « Murdering Mouth » interpretada a dúo con Cale, se emitió por la televisión holandesa. Además, esa misma noche estrenaron una versión orquestal de la canción de The Creatures "I Was Me". A mediados de 1998, hicieron una gira compartida con John Cale por los Estados Unidos.
En esta época, Siouxsie y Budgie crearon so propio sello discográfico llamado Sioux Records. En junio lanzaron Eraser Cut (EP) y el sencillo « 2nd Floor » poco después.

### Anima Animus(1999-2002)
A comienzos de 1999, Creatures lanzaron Anima Animus, su primer álbum de larga duración en una década. The Times dijo: "Es fascinante, hipnótico e inventivo", mientras que PJ Harvey lo seleccionó entre sus diez mejores discos de 1999.
Los sencillos extraídos del disco fueron "Say" (dedicado a Billy Mackenzie del grupo The Associates) y "Prettiest Thing". La canción "Another Planet" aparece en la banda sonota de Lost In Space en una versión muy retocada hecha por Juno Reactor. También lanzaron los álbumes en vivo Zulu (Londres 98) y Sequins in the Sun (Glastonbury 99) a través del sitio web de la banda.
En junio, The Creatures aparecieron en el disco de Marc Almond Open All Night; Sioux cantó la canción  « Threat Of Love » a dúo con Almand. A finales de año lanzaron el álbum de remezclas Hybrids, que contó con la colaboración de The Beloved. En la misma época, lanzaron el álbum recopilatorio de B-sides U.S. Retrace y tres CD que contienen una sola pista cada una, (« Murdering Mouth » - versión en directo, « Rocket Ship » y « Red Wrapping Paper ») a través de su club de seguidores, Gifthorse

### Hái!(2003-2004)
Siouxsie y Budgie lanzaron en 2003 el disco de larga duración Hái!. Grabaron las partes de batería en Japón 24 horas después de que Banshees completase su gira de reunión Seven Year Itch. Budgie trabajó con el batería japonés Leonard Eto, siendo la base del disco una improvisación entre ambos. El resto de las sesiones de grabación se completaron en Francia. Del disco se extrajo el sencillo  « Godzilla! », descrito por NME como "espeluznantemente brillante" además de hacer una reseña muy positiva de Hai!.
Ese mismo año, Siouxsie aceptó participar en la canción de Basement Jaxx « Cish Cash », encargándose además de escribir las letras de la misma. El disco recibió un premio Grammy a mejor disco de música electrónica.
En 2004, Siouxsie giró por primera vez como artista en solitario, a pesar de que Budgie seguía tocanda la batería y encargándose de los arreglos musicales. Los setlists combinaban canciones de Banshees y Creatures. Salió a la venta un DVD llamado Dreamshow que muestra su último concierto en Londres en septiembre de 2004 junto al Millennia Ensemble. Es su primer DVD en alcanzar el hit n.º 1 en el Reino Unido. Este lanzamiento es el último de la pareja antes de su divorcio, significando el fin de The creatures como banda.
Siouxsie lanzó en octubre de 2007 su álbum debut en solitario titulado Mantaray con críticas positivas.

## Discografía

### Álbumes
| Año  | Álbum de Estudio | RU  | EE. UU. |
| ---- | ---------------- | --- | ------- |
| 1983 | Feast            | 17  | —       |
| 1989 | Boomerang        | —   | 197     |
| 1999 | Anima Animus     | 79  | —       |
| 2003 | Hái!             | 153 | —       |

| Año  | Compilación                                                        | RU | EE. UU. |
| ---- | ------------------------------------------------------------------ | -- | ------- |
| 1997 | A Bestiary Of (compilación de sus grabaciones de 1981-1983)        | —  | —       |
| 1999 | Hybrids (álbum de remezclas)                                       | —  | —       |
| 2000 | U.S. Retrace (compilación con el EP "Eraser Cut" y varias caras B) | —  | —       |

### EP
| Año  | Álbum       | RU |
| ---- | ----------- | -- |
| 1981 | Wild Things | 24 |
| 1998 | Eraser Cut  | —  |

### Sencillos
| Año  | Títulos               | RU  | EE. UU. Rock | Álbum          |
| ---- | --------------------- | --- | ------------ | -------------- |
| 1981 | "Mad Eyed Screamer"   | 24  | —            | Wild Things EP |
| 1983 | "Miss the Girl"       | 21  | —            | Feast          |
| 1983 | "Right Now"           | 14  | —            | -              |
| 1989 | "Standing There"      | 53  | 4            | Boomerang      |
| 1990 | "Fury Eyes"           | 81  | 12           | Boomerang      |
| 1998 | "Sad Cunt"            | —   | —            | -              |
| 1998 | "2nd Floor"           | 119 | —            | Anima Animus   |
| 1999 | "Exterminating Angel" | —   | —            | Anima Animus   |
| 1999 | "Say"                 | 72  | —            | Anima Animus   |
| 1999 | "Prettiest Thing"     | 91  | —            | Anima Animus   |
| 2003 | "Godzilla!"           | 53  | —            | Hái!           |